# Nesithmysus haasii
Nesithmysus haasii là một loài bọ cánh cứng trong họ Cerambycidae.